# Before the Dawn Heals Us
Before the Dawn Heals Us je album francouzské elektronické skupiny M83. Vyšlo 25. ledna 2005 jako jejich třetí album a sklidilo pozitivní kritiku. Obsahuje 15 skladeb smyslné elektronické hudby zpestřené kytarami, akustickými bicími a zpěvem. V Evropě vydal album Gooom, v USA Mute.
Skladba „Teen Angst“ se v roce 2006 objevila v traileru k filmu A Scanner Darkly.
První skladba alba, „Moonchild“ byla použita v epizodě britské show Top Gear.

## Seznam skladeb
1. "Moonchild" – 4:40
2. "Don't Save Us from the Flames" – 4:17
3. "In the Cold I'm Standing" – 4:10
4. "Farewell / Goodbye" – 5:34
5. "Fields, Shorelines and Hunters" – 2:32
6. "*" – 2:44
7. "I Guess I'm Floating" – 2:01
8. "Teen Angst" – 5:04
9. "Can't Stop" – 2:22
10. "Safe" – 4:55
11. "Let Men Burn Stars" – 1:59
12. "Car Chase Terror!" – 3:47
13. "Slight Night Shiver" – 2:12
14. "A Guitar and a Heart" – 4:48
15. "Lower Your Eyelids to Die With the Sun" – 10:41

## Singly a EP
- Safe/ A Guitar and a Heart (listopad 2004)
- Don't Save Us From the Flames (7. února, 2005)
- Teen Angst (6. května, 2005)